# Contea di Shimen
La contea di Shimen (石门县S, Shímén XiànP) è una contea della Cina, situata nella provincia di Hunan e amministrata dalla prefettura di Changde.